# Józef Peszyński
Józef Peszyński herbu Cholewa – podstoli owrucki w latach 1788–1794, wojski mniejszy owrucki w latach 1780–1788, skarbnik żytomierski w 1780 roku, członek konfederacji targowickiej województwa kijowskiego w 1792 roku.